# International Standard Book Number

Čárový kód a ISBN-13 na obalu knihy

ISBN (International Standard Book Number, mezinárodní standardní číslo knihy) je číselný kód určený pro jednoznačnou identifikaci knižních vydání. Kromě arabských číslic se v něm objevuje znak X (římská číslice 10) a rozčleňující spojovníky či mezery. ISBN je specifikováno mezinárodním standardem ISO 2108, v Česku převzatým jako ČSN ISO 2108 (původně bylo ISBN v Československu zavedeno jako náhrada identifikátoru československých knih k 1. lednu 1989 v ČSN 01 0189). V českých knihách bývá ISBN zpravidla uvedeno na rubu titulního listu a v čárovém kódu na obálce.

## Historie
Když se v roce 1965 britská knihkupecká firma W H Smith rozhodla zavést do roku 1967 počítačový systém řízení, potřebovala jednoznačný systém číslování knih. O jeho návrh požádala sdružení britských vydavatelů, které tímto úkolem pověřilo profesora Gordona Fostera z London School of Economics. Ten s týmem odborníků v roce 1966 navrhl systém používající devíticiferné kódy, který byl posléze pojmenován SBN (Standard Book Numbering). Systém se následujícího roku začal používat a mezinárodní organizace pro standardizaci (ISO) začala zvažovat jeho mezinárodní využití. Výsledkem jednání technické komise bylo převzetí SBN jako mezinárodního standardu (už pod označením ISBN) ISO 2108 v roce 1970. Od SBN se ISBN liší v doplnění označení oblasti na začátek kódu (pro SBN se předpokládala anglicky mluvící oblast, ze SBN lze platné ISBN vytvořit přidáním číslice 0 na začátek).
V červenci 1972 vznikla v Berlíně Mezinárodní agentura ISBN, která systém ISBN koordinuje.
Do roku 2007 měl ISBN kód deset cifer (devět významových a kontrolní číslici). Počínaje 1. lednem 2007 byl kód rozšířen na třináct číslic, pro sjednocení s reprezentaci ISBN v čárovém kódu a pro rozšíření kapacity systému. EAN prefix 978 byl doplněn o prefix 979, čímž kapacita stoupla na dvojnásobek. V souvislosti s těmito změnami byla Mezinárodní agentura ISBN přestěhována do Londýna.

## Struktura
ISBN má pevně danou strukturu, z jednotlivých částí identifikátoru lze získat základní informace o původu knihy. Označení je složeno z částí proměnlivé délky spojených spojovníky nebo oddělených mezerami; před kódem se (povinně) uvádí označení ISBN. Původní deseticiferné ISBN (označované dnes jako ISBN-10) obsahuje čtyři skupiny, nové třináctimístné (ISBN-13) má na začátku skupinu navíc. ISBN-13 má nyní identickou strukturu jako čárový kód EAN-13, takže je na knihách jako čárový kód uvedeno přímo ISBN. (U staršího ISBN-10 byla potřeba drobná úprava.)
První částí je u ISBN-13 nově přidaný prefix: konstanta 978 (pro knihy) nebo 979 (pro hudebniny), která označuje prefix čárového kódu podle GS1. Zbytek kódu je u ISBN-13 i ISBN-10 v principu shodný.
Druhou částí ISBN (u ISBN-10 první) je tzv. identifikátor skupiny, který popisuje zemi, případně zeměpisný či jazykový region. Tato část obsahuje jednu až pět cifer, významy přiděluje Mezinárodní agentura ISBN. Kódy 0 a 1 označují anglicky mluvící země, 2 francouzsky mluvící země, 3 němčinu, 4 japonštinu, 5 ruštinu, 7 čínštinu atd., pro Česko a Slovensko se používá identifikátor 80. Identifikátor skupiny může mít až pět číslic, např. Bhútán má kód 99936. Identifikátory skupiny tvoří prefixový kód, takže délku této části lze jednoznačně určit i bez pomlček.
Další částí je identifikace vydavatele, která určuje vydavatele knihy pomocí kódu, který je v rámci dané skupiny jednoznačný. Kód vydavatele může být max. sedmimístný, kódy přidělují úřady ISBN v jednotlivých skupinách (státech, regionech). V Česku je tímto úřadem Národní agentura ISBN, která funguje při Národní knihovně ČR. Seznam všech registrovaných vydavatelů na světě si lze ve formě knihy či CD-ROM zakoupit od Mezinárodní agentury ISBN, stojí však více než € 500.
Předposlední část popisuje již konkrétní vydání příslušné knihy u daného vydavatele. Toto číslo může mít max. šest číslic, kvůli pevné délce ISBN je zarovnáno zleva nulami. Číslování pro tuto část si určuje sám vydavatel.
Poslední částí ISBN je kontrolní číslice: vždy právě jeden znak, který je připojen pro kontrolu platnosti ISBN čísla (zajišťuje, že pokud dojde např. k překlepu při zadávání, není nalezena zcela jiná kniha, ale je detekována chyba). Výpočet kontrolní číslice se mírně liší u ISBN-10 a ISBN-13.

### Kontrolní číslice uISBN-10
U ISBN-10 se kontrolní číslice získá tak, aby zbytek po dělení váženého součtu všech číslic jedenácti byl nulový. Kontrolní číslice tedy může mít i hodnotu 10, ta se zapisuje znakem X. Jako váhy se používají čísla (zleva doprava) 10 (pro první cifru kódu skupiny), 9, 8, …, 3, 2, 1 (pro kontrolní číslici).
|          | Skupina | Skupina | Vydavatel | Vydavatel | Vydavatel | Vydání | Vydání | Vydání | Vydání | Kontrola |
| -------- | ------- | ------- | --------- | --------- | --------- | ------ | ------ | ------ | ------ | -------- |
| ISBN     | 8       | 0       | 2         | 0         | 4         | 0      | 1      | 0      | 5      | 9        |
| váhy     | 10      | 9       | 8         | 7         | 6         | 5      | 4      | 3      | 2      | 1        |
| výsledek | 80      | + 0     | + 16      | + 0       | + 24      | + 0    | + 4    | + 0    | + 10   | + 9      |

Výsledný součet je 143, kontrola: 143 mod 11 = 0 (143 = 13 · 11), ISBN 80-204-0105-9 je platné.

### Kontrolní číslice uISBN-13
Algoritmus pro kontrolní číslici pro ISBN-13 je shodný s výpočtem kontrolní číslice u čárových kódů EAN-13. Kontrolní číslice se zde volí tak, aby zbytek po dělení váženého součtu všech číslic deseti byl nulový, přičemž jako váhy se používají střídavě čísla 1 a 3. (Jelikož se používá dělení deseti namísto dělení jedenácti, již se tedy na rozdíl od ISBN-10 nepoužívá znak X.)
|          | Prefix | Prefix | Prefix | Skupina | Skupina | Vydavatel | Vydavatel | Vydavatel | Vydavatel | Vydání | Vydání | Vydání | Kontrola |
| -------- | ------ | ------ | ------ | ------- | ------- | --------- | --------- | --------- | --------- | ------ | ------ | ------ | -------- |
| ISBN     | 9      | 7      | 8      | 8       | 0       | 7         | 2         | 0         | 3         | 8      | 8      | 4      | 8        |
| váhy     | 1      | 3      | 1      | 3       | 1       | 3         | 1         | 3         | 1         | 3      | 1      | 3      | 1        |
| výsledek | 9      | + 21   | + 8    | + 24    | + 0     | + 21      | + 2       | + 0       | + 3       | + 24   | + 8    | +12    | +8       |

Výsledný součet je 140, kontrola: 140 mod 10 = 0 (140 = 14 · 10), ISBN 978-80-7203-884-8 je platné.
Od ISBN-10 se tento algoritmus liší použitým dělitelem (deset namísto jedenácti) a váhami. Nevýhodou je horší schopnost odhalování chyb – algoritmus u EAN-13 nedokáže rozpoznat některé záměny sousedních cifer (např. ISBN 978-0-306-40615-7 a 978-0-306-40165-7 se liší jen záměnou dvou následujících znaků, přesto mají oba platnou kontrolní číslici).

### Užití ISBN-10 včárovém kódu
Pokud se kniha s přiděleným kódem ISBN-10 označovala čárovým kódem EAN-13, odvodil se tento kód přímo z ISBN tím, že se z deseticiferného ISBN odstranila poslední (kontrolní) číslice a na začátek se doplnil prefix 978. (Třináctou číslicí výsledného kódu je kontrolní číslice, která se vypočítá standardním postupem definovaným v EAN-13.) Například kniha s ISBN 80-200-0980-9 má čárový kód 9788020009807. Postupovat lze i opačně: z čárového kódu se odstraní prefix 978 a kontrolní číslice, po doplnění kontrolní číslice ISBN je výsledkem ISBN kód bez rozdělení na jednotlivé skupiny.
U ISBN-13 již tato úprava není potřeba, čárovým kódem je přímo ISBN číslo.

## Přidělování ISBN
Vrcholným celosvětovým orgánem systému ISBN je The International ISBN Agency (Mezinárodní agentura ISBN) v Londýně, která zpřístupňuje na svých webových stránkách mezinárodní adresář nakladatelů (Global Register of Publishers) obsahující také údaje o nakladatelích v České republice.
Českým vrcholným orgánem systému ISBN je Národní knihovna České republiky – Česká národní agentura ISBN a ISMN. Ta jediná je oprávněna přidělovat ISBN nakladatelům a vydavatelům sídlícím v České republice a své služby poskytuje bezplatně. Činnost národní agentury pro mezinárodní standardní číslování knih Národní knihovně České republiky ukládá Knihovní zákon.